# Stictopisthus longicornis
Stictopisthus longicornis är en stekelart som beskrevs av Pierre L. G. Benoit 1949. Stictopisthus longicornis ingår i släktet Stictopisthus och familjen brokparasitsteklar. Inga underarter finns listade i Catalogue of Life.